# I want it all (canción de High School Musical)
«I Want It All» es el segundo sencillo de la película de Walt Disney Pictures, High School Musical 3: Senior Year y es la tercera canción en la banda sonora de la película. La canción es interpretada por Ashley Tisdale y Lucas Grabeel como Sharpay y Ryan Evans.

## Lanzamiento
La versión Radio Edit de la canción hizo su estreno en Radio Disney el 15 de agosto de 2008, como parte de su Planet Premiere. Una versión extendida de la canción fue lanzada en iTunes el 9 de septiembre de 2008, disponible para descarga digital. La canción es actualmente tocada en solo en Radio Disney, en donde se encuentra en el puesto #1 en la cuenta regresiva semanal. En la canción aparece la voz de Vanessa Hudgens hablando, quien interpreta a la criada de Sharpay y Ryan.

## Uso en la película
"I Want It All" usada en la película es muy similar a "Fabulous" de High School Musical 2. La canción es acerca de Sharpay Evans atrayendo a su hermano Ryan de vuelta a su lado a hablar de su futuro, también se dice que una característica de Sharpay "nueva esencia" y se describe como tener un pie de su alfombra roja como es de imaginar a sí misma como una etapa de cine y estrella en Broadway con su hermano Ryan. El elenco entero hace una aparición especial en la escena, como fanes de Sharpay y Ryan, criadas, azafatas, guardaespaldas, conductores de taxi y muchos otros roles.
- Troy - Fan de Sharpay
- Chad - Oficial de Seguridad
- Zeke - Guardaespalda, Chico Cabana
- Jason - Guardaespalda
- Kelsi - Conductor de Taxi
- Gabriella - Criada
- Taylor - Bailarina, Azafata
- Martha - Bailarina

## Videos musicales
Dos previews de la escena en la película (acreditados como los dos video musicales oficiales para la canción) se estrenaron en Disney Channel durante el estreno mundial de The Cheetah Girls: One World, el 22 de agosto de 2008. En ambos aparece Sharpay y Ryan cantando y bailando acerca de la fama y el glamour, pero interpretando diferentes partes de la canción. El tercer preview de la escena en la película fue lanzado el 17 de octubre de 2008. Interpretando otra parte de la canción y mostrando nuevas escenas con Sharpay y Ryan comenzado como superestrellas con una aparición especial de Zac Efron.

## Formatos y listas de canciones
Formatos
1. "I Want It All" (Versión Álbum) — 4:37
2. "I Want It All" (Radio Disney Edit) — 3:40
3. "I Want It All" (Video Edit) — 1:31
4. "I Want It All" (Lucas Grabeel solo - como parte de "Senior Year Spring Musical") 0:50

Lista de canciones de Single Digital iTunes
1. "I Want It All" (Versión Álbum) — 4:37

## Posicionamiento
| Listas (2008)                                 | Posición |
| --------------------------------------------- | -------- |
| España Singles Chart                          | 8        |
| UK Singles Chart                              | 87       |
| U.S. Billboard Pop 100                        | 91       |
| U.S. Billboard Bubbling Under Hot 100 Singles | 13       |
| U.S. Billboard Hot 100 Singles Sales          | 3        |
| U.S. Billboard Hot Digital Songs              | 77       |